# Спіраль мовчання
«Спіра́ль мовча́ння» (англ. the spiral of silence) — теорія масової комунікації, яку запропонувала німецька дослідниця Елізабет Ноель-Нойманн і яка пояснює механізми висловлення та поширення громадської думки. Термін «спіраль мовчання» застосовують щодо ситуації, коли люди відчувають дедалі більшу потребу приховувати свої погляди, якщо останніх не підтримує більшість. Перед тим, як висловити свою точку зору щодо певного явища або ситуації, члени аудиторії схильні несвідомо перевіряти, чи поділяються їхні погляди більшістю. Якщо так, то індивід отримує ще більшу мотивацію та бажання вільно висловлювати свої переконання; якщо ж його точку зору підтримує лише незначна меншість, він, найімовірніше, не матиме стимулу відкрито проголошувати настільки непопулярні переконання на публіці. Саме засоби масової інформації, а особливо телебачення, прискорюють дію спіралі мовчання.

## Квазі-статистичний орган чуття
Здатність людей розрізняти «клімат» громадської думки, є можливою завдяки «шостому чуттю» — квазі-статистичному органу (метафорично, «антені, що здатна вловлювати зміни соціального вітру»). Без даних будь-яких опитувань середньостатистична людина здатна правильно визначити напрямок руху громадської думки ще до того, як відповідні дослідження будуть проведені, а їхні результати оголошені.
Для здобуття даних щодо «клімату» громадської думки респондентам ставлять 2 питання :
- Незалежно від Вашої особистої думки, чи більшість людей…..? [щодо теперішньої ситуації]
- Більше чи менше людей думатимуть таким же чином через рік? [прогноз на майбутнє]

Як зазначає авторка, респонденти рідко відмовляються відповідати на ці питання, аргументуючи це тим, що вони не знають правильної відповіді, адже оцінювання суспільних настроїв (теперішніх чи майбутніх) є природним для людини. Навіть у разі, якщо індивід неправильно трактує нинішню ситуацію, усе одно він може правильно передбачити майбутні суспільні настрої. Своє припущення дослідниця ілюструє прикладом щорічних опитувань, що проводяться її дослідницьким центром у Німеччині. Репрезентативній вибірці респондентів ставлять питання «Ви чекаєте на наступний рік з надією чи з острахом?». Е. Ноель-Нойманн резюмує, що рівень висловленого питання ніяк не корелює з поточним рівнем німецького ВВП, проте він на диво точно передбачає темпи рівня зростання чи спадання німецького ВВП наступного року.

##### Страх ізоляції
Разом з тим, таке сканування суспільних настроїв є надзвичайно енерговитратним для індивіда. Тож величезні затрати концентрації для визначення громадської думки є обґрунтованими для індивіда лише у разі виникнення перед ним більшої небезпеки — приміром, загрози ізоляції себе через висловлення непопулярної точки зору.
Елізабет Ноель-Нойманн:

«Зусилля, затрачені на спостереження за навколишнім середовищем, очевидно є меншою ціною, ніж ризик втрати прихильність своїх однодумців — ризик стати відкинутим, зневаженим, самотнім».

Саме страх ізоляції є каталізатором прискорення дії «спіралі мовчання». На підтвердження свого припущення, Е. Ноель-Нойманн значною мірою спирається на дані досліджень конформності американського психолога Соломона Аша. На прохання дослідників до респондентів обрати лінію серед A, B, C, однакової довжини із заданою лінією Х, усі респонденти відповідали правильно, адже відповідь здається очевидною (довжина лінії C дорівнює довжині лінії Х). Проте, якщо помістити респондента у групу експериментальних однодумців, які одноголосно стверджуватимуть, що довжина лінії В є тотожною довжині лінії Х, респондент відчуватиме сильний тиск щодо себе. Він відчуватиме тривогу й занепокоєння через імовірну реакції групу на його не конформну думку. Аш довів, що більшість респондентів, поміщених у таку стресову ситуацію, приймуть рішення більшості як правильне.

##### Ідентифікація з переможцем
Разом із тим, припускається, що люди виявляють більше конформності не через страх ізоляції, а через бажання ідентифікувати себе з переможцем. Приміром, після проведення виборів більше виборців буде стверджувати, що вони голосували за переможця, аніж наявна кількість відповідних бюлетенів. Проте така дрібна брехня інтерпретується не як бажання людини отримати певні привілеї, а радше як захисна стратегія, щоб уникнути осуду громадськості за висловлення девіантних цінностей.
Елізабет Ноель-Нойманн:

«Лише злочинців або моральних героїв не обходить те, що думає суспільство. Решта з нас бажають спокою і задоволеності, які досягаються лише за рахунок приналежності».

## Роль мас-медіа
Модель «спіралі мовчання» демонструє динамічну природу ролі медіа у процесі формування громадської думки.
Хоча кожна людина апріорі оснащена квазі-статистичним органом, її система раннього сповіщення постійно потребує даних для опрацювання. Так, як прямі спостереження не спроможні забезпечувати людину необхідним обсягом інформації для аналізу, цю функція лишається за засобами масової інформації. Усі ЗМІ є агентами гіпотетичного «шостого чуття» людини, але погляди, представлені впливовими ЗМІ часто переоцінюють. Відтак, будь-коли людина може мати помилкове уявлення про те, яка думка є наразі домінантною у суспільстві — стан плюралістичного невігластва (ймовірно, через медіа, які не репрезентують варіативність думок пропорційно до міри їхнього представлення в суспільстві).
Е. Ноель-Нойманн відкидає ідею, що ЗМІ можуть лише підсилювати вже існуючі в суспільстві настрої. Вона погоджується, що вплив «друкованого слова» може бути обмежений селективними критеріями, адже індивід може обирати серед широкого різноманіття газет, журналів, сучасної літератури, а тому, йому важко уникнути ознайомлення з протилежними точками зору. Натомість, телебачення для неї — цілком інша справа.
Елізабет Ноель-Нойманн:

«Ефект медіа зростає пропорційного до міри, в якій вибіркове сприйняття є ускладненим».

Дослідники, намагаючись відтворити ефекти телебачення в лабораторних умовах, не зважають на ті аспекти, що надають телебаченню його сили. Йдеться про константну присутність телебачення усюди, його спрямованість на висвітлення однієї точки зору як єдино правильної та постійне повторення одного й того ж повідомлення.
Елізабет Ноель-Нойманн:

«Медіа загалом і телебачення зокрема не тільки говорять нам, про що думати, але й надають єдиний санкціонований погляд на те, як решта про це думає».

У зв'язку з тим, що медіа надано право ідентифікувати, якою є громадська думка, доступ до медіа є ключовим і надважливим для тих, хто прагне громадську думку формувати. Тепер потенційним лідерам громадської думки мало мати гарно продуману точку зору та вміння її відстоювати. Тепер їм необхідно керувати медіа увагою. А, отже, кожен, хто має деякі зв'язки з медіа й здатність впливати на порядок денний, має більше можливостей за середньостатистичного індивіда у закладенні програмування квазі-статистичного органу читачів/глядачів.

## Мовчання незгодних
Так, як люди можуть визначати, коли їхня точка зору не співвідноситься з переконаннями більшості й коли вони гіпотетично можуть стати ізольованими через свою точку зору, можна очікувати появу тих, хто буде підтримувати меншість мовчки. Таким чином індивід намагатиметься уникнути суспільних санкцій за демонстрацію непопулярної ідеї, адже мовчання може або лишитися непоміченим, або інтерпретуватися, як мовчазна згода з думкою більшості, а відтак — не буде засуджуватись. Прикладом є ситуація, коли тодішній Президент США Джордж В. Буш оголосив війну проти тероризму після теракту 11 вересня 2001 року. Громадяни, що були противниками мілітаристських дій, мали бути дуже сміливими для того, щоб відкрито декларувати свою незгоду з рішеннями глави США, адже вони могли зазнати значних репутаційних втрат і ярликуватись як девіанти громадської думки.

##### «Тест літака/потяга»
Німецький центр дослідження громадської думки, яким завідувала Е. Ноель-Нойманн, розробив дійсний спосіб визначити, чи готовий індивід публічно захищати свою точку зору щодо певного питання. «Тест літака/потяга» — питання щодо доречності розмови з незнайомцем у транспорті (у літаку або в потязі) на відносно сенситивну тему для визначення бажання (готовності) людей говорити для підтримки своєї точки зору.
За результатами проведення «Тесту літака/потяга» було визначено критерії, що підвищують ймовірність бажання індивіда відкрито декларувати свою точку зору.
1. Ті, хто поділяють точку зору більшості, більш охочі відкрито декларувати свої погляди.
2. Якщо визначення нинішнього «клімату» суспільного настрою не відповідає прогнозові на майбутнє, то індивід більш схильний орієнтуватися на майбутній тренд.
3. Індивід більш схильний обговорювати свої погляди з тими, хто поділяє його переконання.
4. Індивід з низькою самооцінкою більш імовірно лишатиметься мовчазним.
5. Чоловіки, молодь та люди середнього й вищого класів більш охоче діляться своїми поглядами.
6. Законодавча підтримка сприяє відкритому виголошенню своїх переконань серед тих, хто поділяє погляди меншості.

## Винятки
Існують люди, які демонстративно висловлюватимуть свою точку зору за будь-яких умов, навіть коли вони опиняються в несприятливій для них ситуації. Е. Ноель-Нойманн виокремлює два типи таких індивідів:
- Ядро
- Авангард

##### Ядро
Нонконформісти, які вже мали досвід відкритого захисту своїх непопулярних серед більшості думок на публіці. Унаслідок попереднього негативного досвіду вони вже не мають що втрачати через відкрите декларування незгоди з більшістю. Прикладом такого нонконформіста може бути образ Дон Кіхота людини, що протистоїть повітряним млинам, почувається ізольованим, непідтримуваним і висміяним. Проте, незважаючи ні на що, він лишається вірним своїм переконанням.
Нонконформісти «ядра» орієнтовані на своє минуле й розглядають суспільний осуд як ціну, яку вони мають сплатити.

##### Авангард
Нонконформісти, серед яких переважають інтелектуали, митці та реформатори. На відміну від нонконформістів «ядра», вони сподіваються на реакцію більшості на свої дії, навіть незважаючи на те, що вона зазвичай є негативною. Нонконформісти «авангарду» є орієнтованими на майбутнє, а тому вони також є ізольованими, хоча й вимушено. Але їхнє переконання у тому, що їхні ідеї випереджають свій час, змушує їх рухатись далі.
Хоча Е. Ноель-Нойманн і визнає існування цих двох категорій індивідів, вона не враховує їх у своїй теорії «спіралі мовчання». Проте вона визначає їх як єдиних можливих чинників зміни переконань більшості.
Елізабет Ноель-Нойманн:

«Шанс змінити або коригувати суспільну думку лишається за тими, хто не боїться бути ізольованим. Говорячи і здійснюючи непопулярні речі, шокуючи більшість, вони здатні до неї достукатись».

## Використання теорії в дослідженнях
Одним із вдалих прикладів застосування теорії «спіралі мовчання» на практиці може бути дослідження, проведене К. Маласпіною напередодні виборів у Італії в 2013. Метою дослідження авторки була апробація застосування теорії «спіралі мовчання» у контексті соціальних медіа та впливу, який спричинює «клімат» суспільного настрою, демонстрованого там, на бажання індивідів висловлюватись на контраверсійні політичні теми. У результаті було встановлено низку особливостей:
1. теорію «спіралі мовчання», розроблене Е. Ноель-Нойманн для контексту мас-медіа, можна застосовувати і до соціальних медіа;
2. застосування «спіралі мовчання» в соціальних медіа має низку особливостей:
  - респонденти мають більше бажання висловлюватись у мережі через можливості анонімності, забезпечуваних нею;
  - спрямованість дії спіралі мовчання на значимі фігури італійського політикуму та вплив он-лайн висловлювань на формування громадської думки щодо них.

Проте, як зазначала сама авторка, розглянутий кейс дає лише можливості виокремити деякі особливості застосування теорії в іншому середовищі. Але щоб переконатися у надійності отриманих нею результатів, необхідні подальші дослідження у цій сфері.

## Критика
Теорія, запропонована Е. Ноель-Нойманн, і на цей час лишається «найбільш оригінальною, корисною та такою, що ставить перед дослідниками виклик». Але, разом з тим, деякі дослідники вважають, що феномен може бути складнішим, аніж той, що представлений у моделі «спіралі мовчання» . Дослідники-соціологи з університету Чикаго (Mihaly Csikszentmihal та його колеги) виокремлюють як мінімум три аспекти критики теорії «спіралі мовчання» Е. Ноель-Нойманн:
1) Припущення, що страх ізоляції є основною причиною мовчання людей.
Дослідниця апріорі розглядає страх ізоляції як основну причину небажання індивідів відкрито декларувати свою точку зору, проте в її дослідженнях вона рідко цікавиться тим чи респонденти, що лишаються мовчазними, відчувають його більшою мірою за тих, хто говорить про свої переконання відкрито. Так само ставиться під сумнів надійність доведень дослідниці, що базувались на результатах експериментів Соломона Аша. У тому ж дослідженні, приміром, була описана ситуація, коли індивід, знайшовши собі однодумця й об'єднавшись із ним, зміг опиратися тиску більшості. Е. Ноель-Нойманн оминула увагою цей приклад.
2) Гіпотетичний «тест літака/потяга» як надійний критерій визначення бажання/небажання індивіда говорити.
Гіпотетично деклароване бажання говорити, про яке йдеться у дослідженні Е. Ноель-Нойманн, не є тотожним дійсному бажанню індивіда говорити. У дослідженні науковців з Університету Кароліни, в якому перевірялася гіпотеза щодо відповідності декларованому бажанню відстоювати свої переконання у «тесті літака/потяга» та їхньому сприйняттю підтримки своєї точки зору. У результаті гіпотеза була визнана такою, що не справджується, адже виявлена кореляція на рівні r=0,05 продемонструвала відсутність значущого зв'язку між досліджуваними категоріями. І хоча автори дослідження не спростували теорію «спіралі мовчання» повністю, вони резюмували, що в подальших дослідженнях варто звертатися не до гіпотетичного бажання респондента говорити, а його дійсних намірів обстоювати свою точку зору.
3) Акцентування уваги на макрокліматі суспільного настрою.
Е. Ноель-Нойманн визначає думку громадськості, анонімної більшості як таку, що визначає бажання індивіда говорити. Проте вона оминає увагою тиск, що можуть чинити референтні групи індивіда на те, що він говорить. На думку критиків, цей фактор має більший формотворчий вплив на бажання індивіда говорити, аніж ідеї анонімної більшості.